# 影 (小説)
『影』（かげ）は、芥川龍之介の短編小説。1920年に書かれ、『改造』に掲載された。

## あらすじ
横浜で働く中国人の商人が、自分も部下の女と浮気っぽい関係になっているのに、妻の不貞を疑っている。不貞を報告するような手紙が、彼の元に届いたからだ。商人は、探偵を雇って監視させている。
鎌倉の自宅の妻は、誰かに監視されているような恐怖感に囚われている。家政婦になだめられながらも、怯えている。
商人は、とうとう我慢できなくなって、今夜は帰らないと電話連絡しておいたはずの自宅に忍び寄る。もちろん、妻の不貞をつきとめるためだ。彼が、夫婦の寝室で見たのは、妻を絞殺した自分のドッペルゲンガーだった。商人を疑心暗鬼に陥れるべく、不貞報告の手紙を毎度送りつけていたのは、彼にこき使われて彼に憎悪の念を抱いていた部下の一人であった。
東京で、「影」という題の、そんな映画を見ているのだと思っていた私は、どうも夢を見ていたようだ。映画館に同行した私の妻は、たったいま上映していた映画がそんな内容ではないと告げる。しかし、その妻もかつて、そんな「影」という映画をどこかで観たことがあるらしい。「お互い、影のことなど気にせずに生きていきましょう」と妻は言う。

## 備考
映画的技法を取り入れているため、本作をレーゼシナリオと呼ぶ人もいる。例えば、横浜、鎌倉、東京などの地名が柱書きのように見える、といった特徴が挙げられる。クインビー・メルトンは自らが編集するウェブ雑誌『SCRIPT』で、本作をレーゼシナリオに分類している。